# Christian Neubauer
Christian Neubauer (* um 1645; † 14. Oktober 1712 in Bremen) war ein deutscher Oberstleutnant und Bremer Festungsinspekteur und Stadtkommandant.

## Biografie
Neubauers Familie stammte aus dem Harz. Der Vater Moritz Neubauer († 1666) war Geheimer Kammerdiener. Er zog 1646 nach Berlin-Cölln, wohnte dort in der Breiten Straße, wurde fürstlicher Kammerrat und war Leiter beim Bau des Schlosses in Berlin-Cölln. 

Christian Neubauer stand von 1667 bis 1671 im Dienste des Kurfürstentums Brandenburg. Er wurde zum Festungsingenieur ausgebildet und war Ingenieur-Kapitän. Um 1679 erhielt er den Rang eines Oberstleutnants. Er verwaltete für sich und seine fünf Geschwister das geerbte Gut Borin in Pommern. Er schrieb um diese Zeit Schriften zur Militärarchitektur. 1681 soll er in Danzig beschäftigt gewesen sein.
1689 wurde Neubauer in Bremen zum Inspekteur des Festungsbaus und des Artillerie- und Ingenieurwesens. Ihm unterstand als Stadtkommandant das Militär in Bremen. Er schrieb zahlreiche (bis 23) Gutachten zur Verbesserung der Festungsbauten um Bremen; zum Teil jedoch ohne Erfolg. Dabei stand er seit 1694 in strittiger Konkurrenz zum Bremer Ratsbaumeister Hermann Brüggemann, der das Vertrauen im Senat hatte. Elf Veröffentlichungen von 1692 bis 1706 zu theologischen Fragen führten ihn im reformierten Bremen zu einer Gegnerschaft zu den lutherischen Geistlichen am Bremer Dom. 1695 verbot ihm der Bremer Rat die Veröffentlichung weiterer theologischer Schriften.

## Schriften
- Discoursus et Vera architecturae militaris Praxis
- Unnöthige Kriegs-Affairen